# Paspalum vaginatum
Paspalum vaginatum es una especie herbácea y perenne de la familia de las  poáceas, originaria de Sudamérica y naturalizada en muchas partes del mundo.

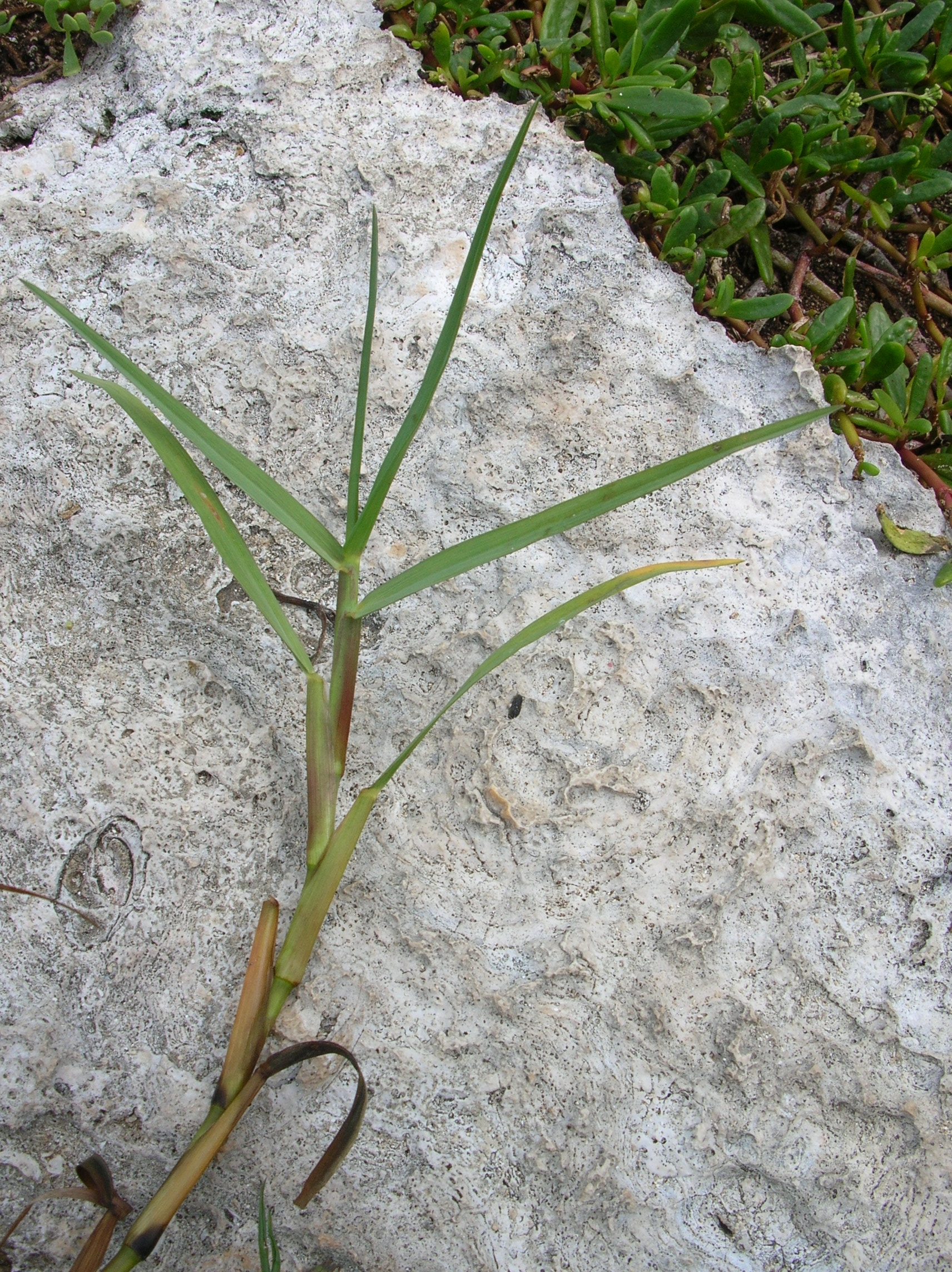
Vista de la planta

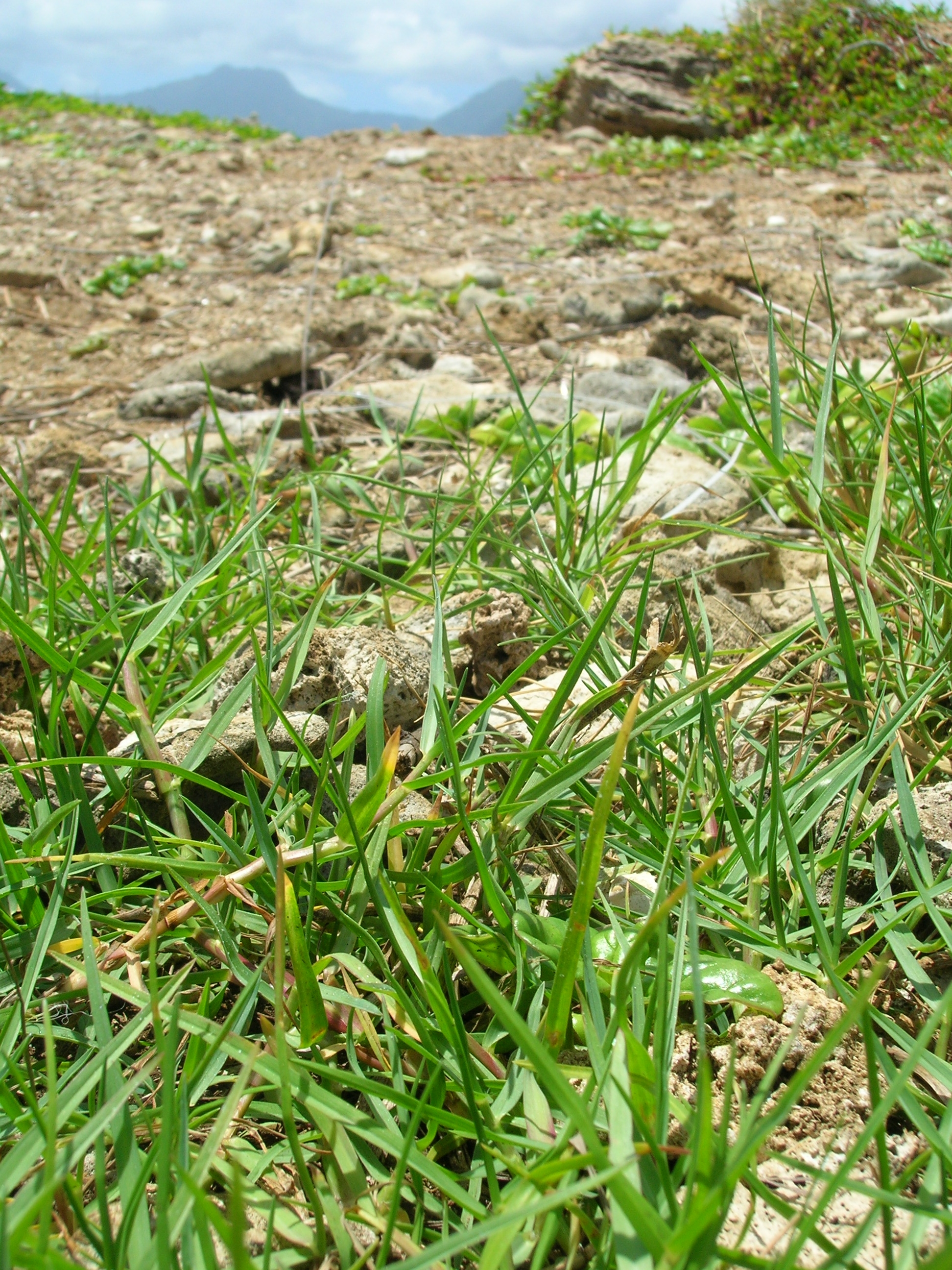
En su hábitat

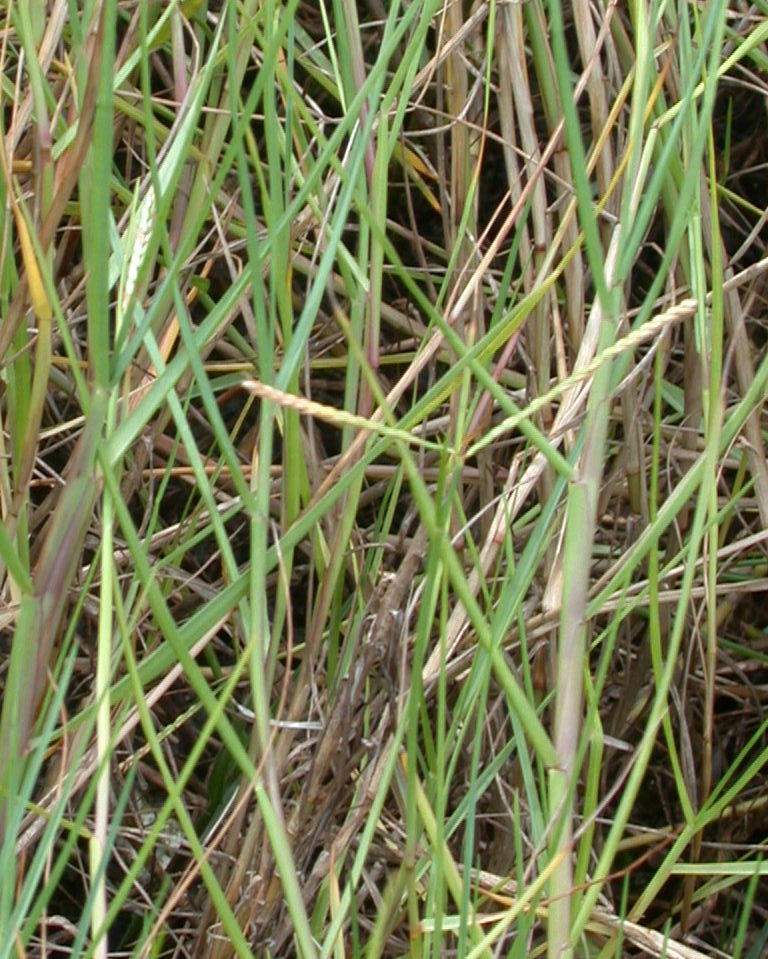
Vista de la planta

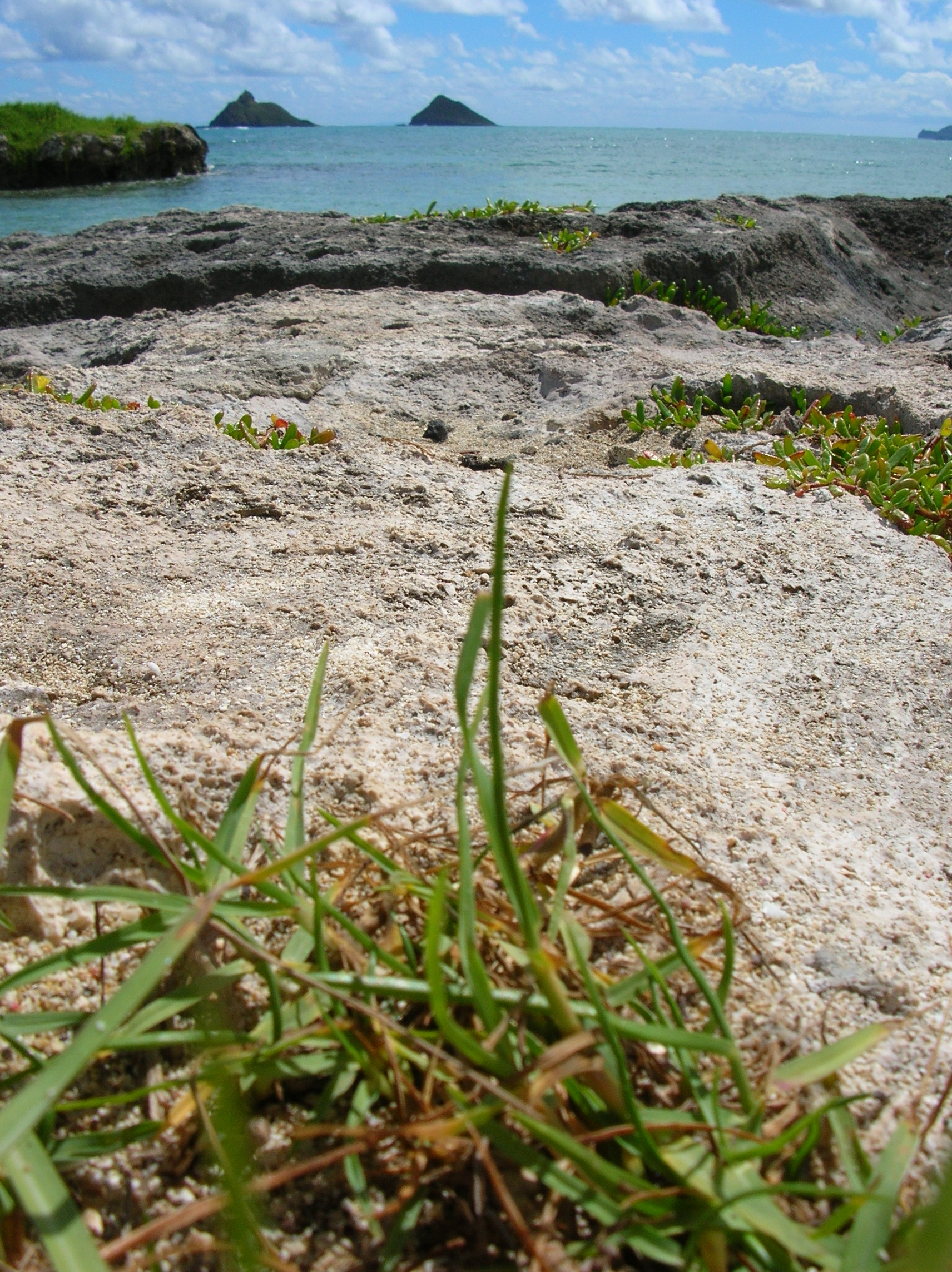
En su hábitat

## Descripción
Es una planta cespitosa, de clima templado a cálido; perdiendo color por debajo de 0 °C; es muy rústica,  adaptándose bien al sol como a la sombra. Tolera calor, sequía, compactación del terreno, tránsito intenso, encharcamiento, inundaciones, sombra temporal.

## Origen
Es una planta originaria del continente americano, en donde crece en regiones tropicales y subtropicales. Hoy se encuentra distribuida en otras áreas tropicales del mundo en donde ha sido introducida, considerándose incluso como una maleza invasora. También se cultiva como un césped en muchos lugares.

## Ecología
Su hábitat son dunas arenosas y áreas salinas de la costa marítima donde, el agua salada y la inundación frecuente por tormentas predominan.
La variedad "Sea Spray" es muy resistente a salinidad y a sodio no soportables por ninguna otra especie. Es fitoacumulador de sales y de metales pesados. Crece muy agresivamente con rizomas y estolones pudiendo cerrar un césped súbitamente. Es menos necesitada de fertilizante que Cynodon ("pasto bermuda"), creciendo poco en altura.

## Taxonomía
Paspalum vaginatum fue descrita por Peter Olof Swartz y publicado en Nova Genera et Species Plantarum seu Prodromus 21. 1788.
Etimología
El nombre del género deriva del griego paspalos (una especie de mijo).
vaginatum: epíteto latíno que significa "con una vaina"
Sinonimia
- Digitaria foliosa Lag.
- Digitaria paspalodes var. longipes (Lange) Willk. & Lange
- Digitaria tristachya (Lecomte) Schult.
- Digitaria vaginata (Sw.) Philippe
- Panicum littorale (R.Br.) Kuntze
- Panicum vaginatum (Sw.) Godr.
- Paspalum boryanum J.Presl
- Paspalum brachiatum Trin. ex Nees
- Paspalum didactylum Salzm. ex Steud.
- Paspalum distichum var. anpinense Hayata
- Paspalum distichum var. littorale (R.Br.) F.M.Bailey
- Paspalum distichum var. nanum (Döll) Stapf
- Paspalum distichum var. tristachyum (Schult.) Alph.Wood
- Paspalum distichum subsp. vaginatum (Sw.) Maire
- Paspalum distichum var. vaginatum (Sw.) Griseb.
- Paspalum fissifolium Nees ex Döll
- Paspalum foliosum (Lag.) Kunth
- Paspalum furcatum var. fissum Döll
- Paspalum gayanum É.Desv.
- Paspalum inflatum A.Rich.
- Paspalum jaguaense León
- Paspalum kleinianum J.Presl
- Paspalum kora J.R.Forst. ex Spreng.
- Paspalum littorale R.Br.
- Paspalum moandaense Vanderyst
- Paspalum reimarioides Chapm.
- Paspalum reptans Poir. ex Döll
- Paspalum squamatum Steud.
- Paspalum tristachyum J.Le Conte
- Paspalum vaginatum var. littorale (R.Br.) Trin.
- Sanguinaria vaginata (Sw.) Bubani[4]

## Nombre común
Grama de agua, césped del mar, gramilla blanca, grama, chépica, chépica blanca,chipica.